# Норвиџан ер шатл
Норвиџан ер шатл (енгл. Norwegian Air Shuttle) је друга највећа авио-компанија у Скандинавији са седиштем у Форнебу, Норвешка. Током 2008. године, авио-компаније је превезела 9,1 милиона путника до 150 дестинације у 82 земаља, покривајући Европа, Северна Африка и Блиски исток.
Главне чвориште авио-компаније се налази на аеродром Гардермоен у Ослу, али Норвиџан такође имају чвориште у Бергену, Трондеиму, Ставангеру, Мос, Копенхаген, Стокхолм и Варшава као фокус град.

## Флота
Од јула 2016. године, флота Норвиџан ер шатл састоји од следећих авиона:
| Авион            | У саобраћају | Поручених | Опције | Седишта | Одредиште                                    | Белешке                |
| ---------------- | ------------ | --------- | ------ | ------- | -------------------------------------------- | ---------------------- |
| Боинг 737-800    | 100          | 30        | 6      | 186–189 | Скандинавија и Европа, Блиски исток и Африка |                        |
| Боинг 737 макс 8 | 0            | 100       | 100    | 189     | Скандинавија и Европа, Блиски исток и Африка | Очекиван долазак 2017. |
| Боинг 787-8      | 8            | 0         | 2      | 291     | Интерконтинентални летови                    | У употреби од 2013.    |
| Боинг 787-9      | 3            | 31        | 10     | 344     | Интерконтинентални летови                    | У употреби од 2016.    |
| Ербас А320нео    | 0            | 70        | 50     | 180     | Скандинавија и Европа, Блиски исток и Африка | Очекиван долазак 2016. |
| Ербас А321нео    | 0            | 30        | 0      | 220     | Трансатлантски летови                        | Очекиван долазак 2019. |
| Укупно           | 111          | 261       | 168    |         |                                              |                        |